# Arvid Gierow

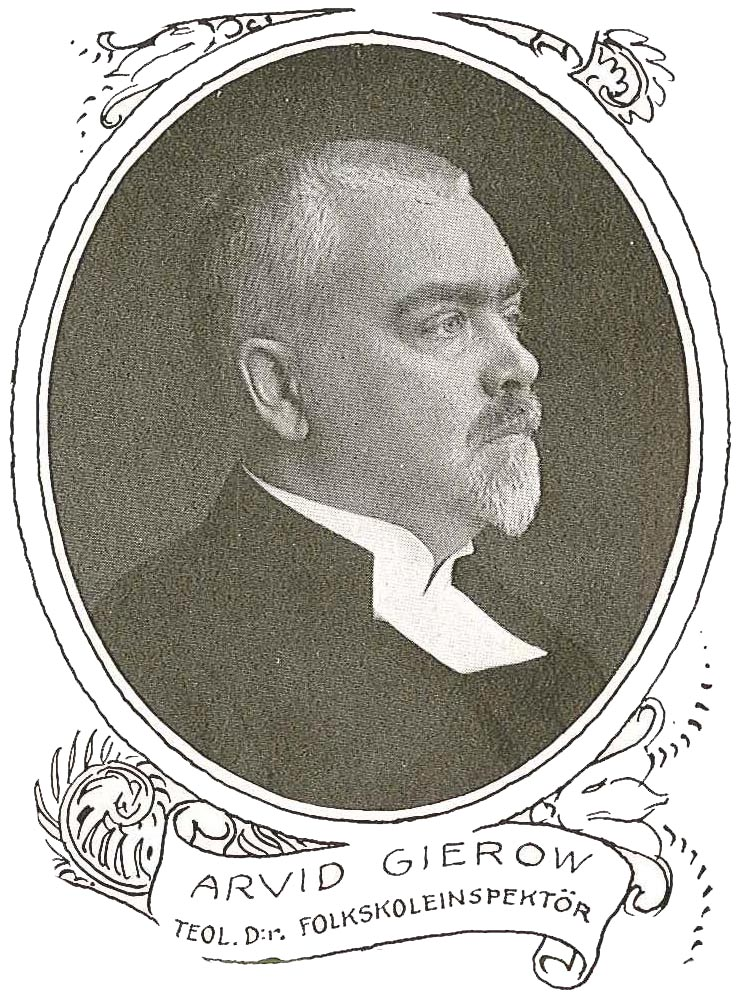
Arvid Gierow.

Pär Arvid Gierow, född den 8 augusti 1873 i Lund, död den 4 november 1944 i Räng, var en svensk präst och skolman.
Gierow tog teoretisk och praktisk teologisk examen vid Lunds universitet 1897 och prästvigdes samma år. Han verkade från 1901 som regementspastor vid olika regementen. Samma år blev han folkskoleinspektör i Helsingborg, och 1918 teologie doktor. 
Gierow innehade en mängd kommunala förtroendeuppdrag och visade stort intresse för den moderna pedagogiken och pedagogiska ämnen. Bland hans skrifter märks Augustini betydelse i pedagogikens historia (1901), Bidrag till det svenska militärkyrkoväsendets historia (1917–1918), samt, tillsammans med H. Henrikz och S. Malmberg, Handbok för lärare i kristendomskunskap (1926–1927).
Arvid Gierow var son till Carl Gierow samt far till Karl Ragnar och Krister Gierow.